# Ангел (персонаж)
Ангел (англ. Angel) — вымышленный персонаж, герой сериала «Баффи — истребительница вампиров» и главный герой сериала «Ангел», созданных Джоссом Уэдоном и Дэвидом Гринуолтом. Ангел — вампир с душой, ранее известный как кровожадный вампир Ангелус, при жизни его звали Лиамом. Роль Ангела сыграл актёр Дэвид Бореаназ.

## Баффи — истребительница вампиров
Ангел был обращен в вампира в 1781 году в ирландском городке Гэйловей. При жизни он был беззаботным парнем, хорошо умевшим делать только две вещи — ссориться со своим отцом и веселиться в местных тавернах. Именно в таверне на Лиама обратила свой взгляд вампирша Дарла, приближённая Мастера. Будучи поражённой красотой юноши, она пообещала Лиаму возможность увидеть весь мир. И он действительно увидел его, превратившись в существо, неподвластное течению времени.
После превращения Лиама в вампира Дарла дала ему новое имя — Ангелас (от лат. ангел). Это имя стало настоящим проклятием не только для Гэйловея, ставшего местом кровавой бойни, но позже и для всей Европы, по которой Ангелас путешествовал вместе с Дарлой, ставшей его возлюбленной. С годами вампир становился всё более жестоким и изощрённым, совершенствуя своё мастерство убийцы и не признавая над собой никаких авторитетов, даже в лице влиятельного Мастера. Венцом деяний Ангеласа стало разрушение мирной жизни красавицы Друзиллы — английской девушки, обладавшей даром ясновидения. Постепенно Ангелас убил всех родных и близких Друзиллы, после чего обратил её в вампира в одном из монастырей Лондона. Спустя некоторое время Друзилла нашла себе пару в лице новообращённого молодого поэта Уильяма, позже получившего прозвище Спайк.
Под предводительством Ангеласа вампиры продолжали своё кровавое путешествие по Европе, но привычный ход событий изменился для них в 1898 году. Тогда Ангелас хладнокровно убил молодую цыганку, любимицу табора, и месть цыганских старейшин не заставила себя долго ждать. При помощи магии они вернули в тело Ангеласа его человеческую душу, которую каждый вампир теряет после своего обращения. По замыслу цыган, воспоминания о бесчисленных убийствах и преступлениях должны были каждый день терзать душу Ангеласа, заставляя его страдать подобно всем своим жертвам. Так и произошло. Получив назад свою душу, вампир больше не смог убивать невинных людей, испытывая угрызения совести. Несмотря на все свои попытки остаться прежним, вскоре он осознал, что полностью изменился. В то время как Дарла возвратилась к Мастеру, а Спайк вместе с Друзиллой продолжили своё путешествие по Европе, Ангелас взял себе новое имя — Ангел. Но терзания души были не главной проблемой Ангела. Самое худшее заключалось в том, что он не мог найти смысла в своём дальнейшем существовании. Почти целое столетие проклятый вампир скитался по свету, оставаясь равнодушным ко всему происходящему вокруг него.
В 1996 году судьба свела Ангела с демоном Уистлером — одним из немногих, кто пытался помочь этому миру вместо того, чтобы уничтожать его. Демону удалось убедить Ангел найти смысл в жизни, стать полноценной личностью и начать помогать людям, чтобы искупить грехи своего кровавого прошлого. Став свидетелем того, как в Лос-Анджелесе молодая и испуганная девушка Баффи Саммерс с трудом убивает своего первого вампира, Ангел наполняется решимостью защищать и оберегать юную Истребительницу. Следом за ней он отправляется в Чёртову Пасть, готовый к любым неприятностям которые может преподнести ему это проклятое место.

### Сезон 1
В Саннидэйле Ангел довольно быстро знакомится с Баффи, предупреждая её об опасности, исходящей от Мастера и его прислужников, но ничего не рассказывая ей о себе. Тем не менее, после очередной встречи с Дарлой ему приходится раскрыть Истребительнице своё таинственное прошлое. Ангел убивает Дарлу, защищая Баффи, и это убеждает девушку в искренности его намерений относительно помощи ей.

### Сезон 2
Смерть Мастера на некоторое время отстраняет Баффи от всех её друзей, включая Ангела, однако, затем их страсть вспыхивает с новой силой. В день рождения Баффи они занимаются любовью, но это становится очередным потрясением для Истребительницы. Испытав момент истинного счастья в эту ночь, Ангел вновь лишается своей души, превращаясь в злобного Ангелуса. Месть цыган оказалась более изощрённой, чем ему казалось раньше — они не желали давать вампиру шанса на счастливую жизнь, и поэтому в момент обретения им истинного счастья заклятье должно было вновь лишить Ангела души. Возродившийся к жизни Ангелус помнит всё мгновения жизни до текущего момента. Он начинает терроризировать Истребительницу и её друзей, собираясь жестоко отомстить за то, что они заставили его почувствовать себя человеком.
Ангелас воссоединяется со своими старыми знакомыми, Спайком и Друзиллой, находящимися в городе. Заставив Истребительницу страдать от потери близких друзей, вскоре он начинает разрабатывать планы по уничтожению всего мира. В этом вампиру должна помочь статуя древнего демона Акатлы, чьё дыхание по преданию должно засосать Землю в Ад. Лишь достойный сможет вновь пробудить к жизни Акатлу, и Ангелас стремится стать им. Он не знает, что после возрождения демона предотвратить конец света сможет только лишь смерть пробудившего его. Незадолго до окончания решающей схватки с Баффи вампир вновь обретает свою душу, благодаря заклятью Уиллоу. Тем не менее, Истребительнице приходится убить Ангела, после чего он исчезает в закрывшейся воронке Акатлы, засосавшей вампира в Ад.

### Сезон 3
Несколько месяцев Ангел проводит в Измерении Демонов, подвергаясь чудовищным пыткам и страданиям. Через несколько месяцев по времени Саннидэйла он мистическим образом возвращается на Землю в невменяемом состоянии. Ангела находит Баффи и в тайне от всех помогает ему прийти в себя в заброшенном особняке на окраине города. Их любовь по-прежнему сильна, однако, память о недавних событиях не даёт Ангелу возможности сблизиться с Баффи. Он начинает понимать, что у подобных отношений нет будущего и ему необходимо уйти, чтобы дать Баффи возможность найти своё счастье рядом с простым человеком, который будет способен дать ей всё необходимое для нормальной жизни. Одновременно с этими размышлениями Ангел пристально наблюдает за поведением новой Истребительницы вампиров Фэйт. Когда девушка убивает человека и испытывает внутренний конфликт, Ангел пытается всеми силами помочь ей.
Однако неуклюжее вмешательство самоуверенного Наблюдателя Уэсли Уиндэма-Прайса мешает вампиру закончить реабилитацию Фэйт, и она становится Истребительницей-ренегатом. Ангел помогает Баффи в борьбе с мэром Уилкинсом и Фэйт, но незадолго до решающей битвы рассказывает ей о своих мыслях по поводу их взаимоотношений, собираясь уехать из города ради блага самой Баффи. Его решение не изменяется даже после серьёзного ранения от рук Фэйт, после которого Баффи рискует своей собственной жизнью для исцеления возлюбленного. Ангел покидает Саннидэйл, надеясь со временем свыкнуться с мыслью о расставании с Баффи.

## Ангел
Ангел покинул Саннидэйл, понимая необходимость расставания с Баффи Саммерс ради её же собственного блага. Проклятый вампир, живущий на свете более двухсот лет, перебрался в Лос-Анджелес, намереваясь сражаться с многочисленными вампирами и демонами на ночных улицах огромного «города Ангелов».
Встреча с полудемоном по имени Дойл приоткрыла Ангелу его дальнейшее предназначение. Дойл был послан к вампиру таинственными Высшими Силами, чтобы помогать ему в борьбе со злом. Полудемон обладал способностью принимать болезненные видения будущего, посланные ему Высшими Силами, в которых он видел грозящую человеку опасность. Таким образом Ангел мог продолжать свою борьбу против сил зла, помогая простым людям, чтобы искупить грехи своего кровавого прошлого. Случайная встреча с Корделией Чейз — старой знакомой из Саннидэйла, приехавшей в Лос-Анджелес в поисках лучшей жизни — быстро помогла Ангелу найти ещё одного верного друга и союзника. Вместе с Корди и Дойлом вампир организовал частное детективное агентство «Расследования Ангела», занимающееся разрешением загадочных и сверхъестественных проблем. По стечению обстоятельств Дойл погиб героической смертью, спасая жизни своих друзей. Однако, незадолго до смерти, ему удалось передать свой дар предвидения Корделии, а ещё через несколько дней очередное расследование свело вместе Энджела и Уэсли Уиндэма-Прайса, бывшего Наблюдателя, решившего стать охотником на демонов. Незадачливый, но благородный и образованный Уэсли стал незаменимым сотрудником агентства, не раз проявив свою преданность новым друзьям и их общему делу.
Спустя некоторое время у Ангела и его команды появился могущественный противник в лице юридической фирмы «Вольфрам и Харт». Будучи посвящённой в тайны потустороннего мира, эта контора занималась юридической защитой всех тех, против кого сражались Ангел и его друзья. Но помимо этого фирма начала плести свои собственные интриги вокруг вампира, обладающего душой.
В ходе своих многочисленных приключений в Лос-Анджелесе Ангелу предстоит узнать много нового как о себе, так и об окружающих его людях. Он вновь воссоединится с любовью всей своей жизни и потеряет сына, которого у него никогда не должно было быть. А пока Ангелу ещё только предстоит узнать о древнем пророчестве, предсказывающем надвигающийся Апокалипсис, ключевой фигурой которого должен стать вампир с душой. При этом пророчество умалчивает, на чьей стороне, Добра или Зла, будет сражаться этот герой.

### Сезон 1
Видения Высших Сил помогают Ангелу понять, что для помощи людям он должен сперва научиться общаться с ними. Это довольно новый опыт для вампира, но постепенно и он даёт результаты. Во время своих расследований Ангел каждый раз убеждается в поддержке со стороны друзей, а также знакомится со множеством новых людей, которые становятся его новыми врагами и союзниками. Спустя некоторое время он узнаёт об одном из древних пророчеств Айберии, предсказывающем скорое наступление Апокалипсиса. Теперь у Ангела появляется цель, ради которой он продолжает сражаться — загадочное слово Шаншу, упомянутое в пророчестве, означает, что исполнив своё предназначение, вампир с душой сможет снова стать человеком.

### Сезон 2
Ангел попадает в сеть интриг, сплетённых вокруг него «Вольфрам и Харт». Фирма имеет собственные намерения относительно своего противника, поскольку в грядущем Апокалипсисе конкретная роль Ангела пока не определена и существует возможность вновь склонить вампира на тёмную сторону. Сам Ангел приходит в смятение, узнав о воскрешении Дарлы в стенах «Вольфрам и Харт», и это знание разрушает весь его привычный образ жизни. Но Дарла возвратилась в мир простой смертной, поэтому Ангел прилагает все усилия, чтобы спасти её жизнь, ослабленную недугом. После своей неудачи он вынужден беспомощно наблюдать за тем, как Дарла помимо собственной воли вновь обращается в вампира Друзиллой. Погоня за вампирессами вынуждает Ангела полностью отстраниться от верных друзей и уволить их из агентства, чтобы они не мешали осуществлять его месть. Прозрение приходит к вампиру после ночи, проведённой с Дарлой — сохранив свою душу, Ангел понимает всю бесплодность сражения с «Вольфрам и Харт» их собственными методами. Он даёт Дарле последний шанс спасти свою жизнь и возвращается к друзьям, но уже в качестве рядового сотрудника агентства, передав все управляющие функции в руки Уэсли.

### Сезон 3
Крепкая дружба с Корделией со временем заставляет Ангела по-иному взглянуть на их отношения. Он начинает осознавать, что испытывает к девушке чувства более глубокие, нежели дружба. Однако разобраться в этих чувствах Ангелу мешает прошлое, с завидным постоянством продолжающее напоминать о себе. Помимо возвращения давнего врага Дэниела Хольца, вампиру приходится иметь дело с беременной Дарлой, вернувшейся в Лос-Анджелес для выяснения того, что же она вынашивает в своём чреве. Постепенно Ангел начинает привыкать к новой для себя роли отца ребёнка, чьё невозможное прежде рождение стало реальностью благодаря самопожертвованию его матери. Но жизнь малыша Коннора постоянно подвергается опасности. Несмотря на помощь друзей, Ангелу не удаётся справиться со сложившейся ситуацией, в которой оказываются замешанными Хольц, «Вольфрам и Харт» и один из близких Ангелу людей. Стечение обстоятельств приводит к исчезновению Коннора в жестоком демоническом измерении, в то время как шокированный Ангел возлагает всю вину за произошедшее на Уэсли, не желая больше никогда доверять ему. Внезапное возвращение повзрослевшего сына приносит вампиру не только радость новой встречи, но и горечь разочарования. Попав в заточение на дно океана, заранее спланированное его собственным сыном, Ангелл с грустью понимает, что Коннор неосознанно исполнял свою роль в сложном плане отмщения Хольца.

### Сезон 4
Внезапное возвращение загадочно исчезнувшей Корделии и цепь зловещих событий, последовавших за этим, вынуждают Ангела принять сложнейшее решение, на которое он соглашается лишь при настойчивой поддержке друзей — он вновь превращается в Ангеласа, чтобы узнать подробности о своём новом враге. Несмотря на все меры предосторожности, злобное альтер эго успевает принести множество неприятностей всем друзьям Ангела, тем самым, взвалив на него очередной груз ответственности. Со временем вампир начинает понимать всю сложность борьбы Добра против Зла, в которой грань между двумя противоборствующими сторонами иногда оказывается очень размытой.
Тем не менее, в самом конце Ангел принимает исключительно самостоятельное решение, продиктованное его заботой о сыне — он соглашается на предложение Старших Партнёров возглавить отделение «Вольфрам и Харт» в Лос-Анджелесе в обмен новую и лучшую жизнь для Коннора, в которой юноша не будет помнить ничего о своём прошлом и обретёт новую, любящую семью. Лишь после этого вампир с душой отправляется в Саннидэйл, намереваясь помочь Баффи в её решающей битве с Изначальным Злом.

### Сезон 5
Взяв под свой контроль «Вольфрам и Харт», Ангел постоянно сомневается в своей способности изменить характер этой фирмы, чтобы заставить её работать во благо простых людей. Внезапное воскрешение Спайка, героически погибшего при разрушении Чёртовой Пасти, заставляет Ангела задуматься о том, не ошибался ли он всё это время, полагая, что в Пророчестве Шаншу был упомянут именно он. Его раздражает само присутствие язвительного двойника, но со временем Ангел понимает, что его давний соперник тоже подвергся изменениям в лучшую сторону после обретения души. Помимо этого он осознаёт необходимость двигаться вперёд и устраивать свою личную жизнь самостоятельно, без мыслей о Баффи. После трагической и непредсказуемой смерти Фрэд для вампира наступает время принятия серьёзных и ответственных решений.
Его план по уничтожению главных помощников Старших Партнёров оказывается удачным, но при его исполнении Ангел действует на грани дозволенного, не гнушаясь применять приёмы своих противников. Кроме того, он удостоверяется в том, что несмотря ни на какие препятствия, настоящие друзья всегда остаются друзьями, готовыми поддержать его в любом начинании. Ради достижения цели вампир добровольно отказывается от исполнения Пророчества Шаншу, тем самым отрекаясь от цели всей своей жизни — снова стать человеком. Но даже превосходящие силы противника в тёмной аллее позади отеля «Гиперион» не могут сломить стремление Ангела продолжать свою работу, сражаясь со злом до самого конца.

## Реакция зрителей и критиков
Журнал «SFX» отдал Ангелу «почётное третье место» среди вампиров телевидения и кино.
За этого персонажа проголосовали тысячи читателей журнала Hello! как за «самого сексуального вампира» в 2009 году. В этом рейтинге Ангел опередил Эдварда Каллена, Лестата де Лионкура и других популярных вампиров, включая самого Дракулу.
Журнал Forbes назвал телесериал «Ангел» вторым по величине вампирским телесериалом Голливуда (на основании телевизионных рейтингов, упоминаниях в прессе и блогах, кассовых сборах от продажи дисков и сопутствующих товаров). Forbes сообщает, что сериал «Ангел» смотрели больше четырёх миллионов зрителей (в среднем в сезон) на протяжении пяти сезонов.

## Награды и номинации
Актёр также выиграл за исполнение роли Ангела две награды премии Сатурн в номинации «лучший телеактёр» в 2004 и 2005 году.